# Aedia funesta
Aedia funesta (лат.) — вид бабочек из семейства Erebidae. Распространены от Центральной и Южной Европы до Центральной Сибири и Ирана, а также в Ливане, Израиле и Сирии. Обитают в низменных степях с кустарником. Населяют сырые и жаркие места с богатой растительностью. Гусеницы развиваются на вьюнке.